# 浅野大
浅野 大（あさの ひろし、1984年5月16日 - ）は、東京都出身の日本の元俳優。血液型はB型。身長173cm。ラーメンが大好きで、自身でラーメンランキングなどを書いている。現在は音響効果などの仕事に携わっている。

## 人物・エピソード
- いわゆる子役タレントと言われていた。
- 非公式ながら反復横とびの中学生記録を更新。

## 出演

### 映画
- 学校の怪談（1994年）

### テレビドラマ
- ウルトラマンティガ 第17話「赤と青の戦い」 TVゲームをする少年 役（1996年9月 - 1997年8月、TBS）
- ボーダー 犯罪心理捜査ファイル 第5話 「恐怖のフェチスト」 安達和彦の少年時代 役 (1999年1月 - 1999年3月、日本テレビ)
- 学校の怪談 春の呪いスペシャル 第4話「おぞけ」 （2000年、関西テレビ）

### CM
- カネボウフーズ ベラベーラ（1993年）
- 中外製薬 新グロモント (1995年)
- コジマ (1996年)
- ソニー・コンピュータエンタテインメント アークザラッドIII (1999年)

### バラエティ
- 突撃!お笑い風林火山 (1997年、フジテレビ)